# Placa de som

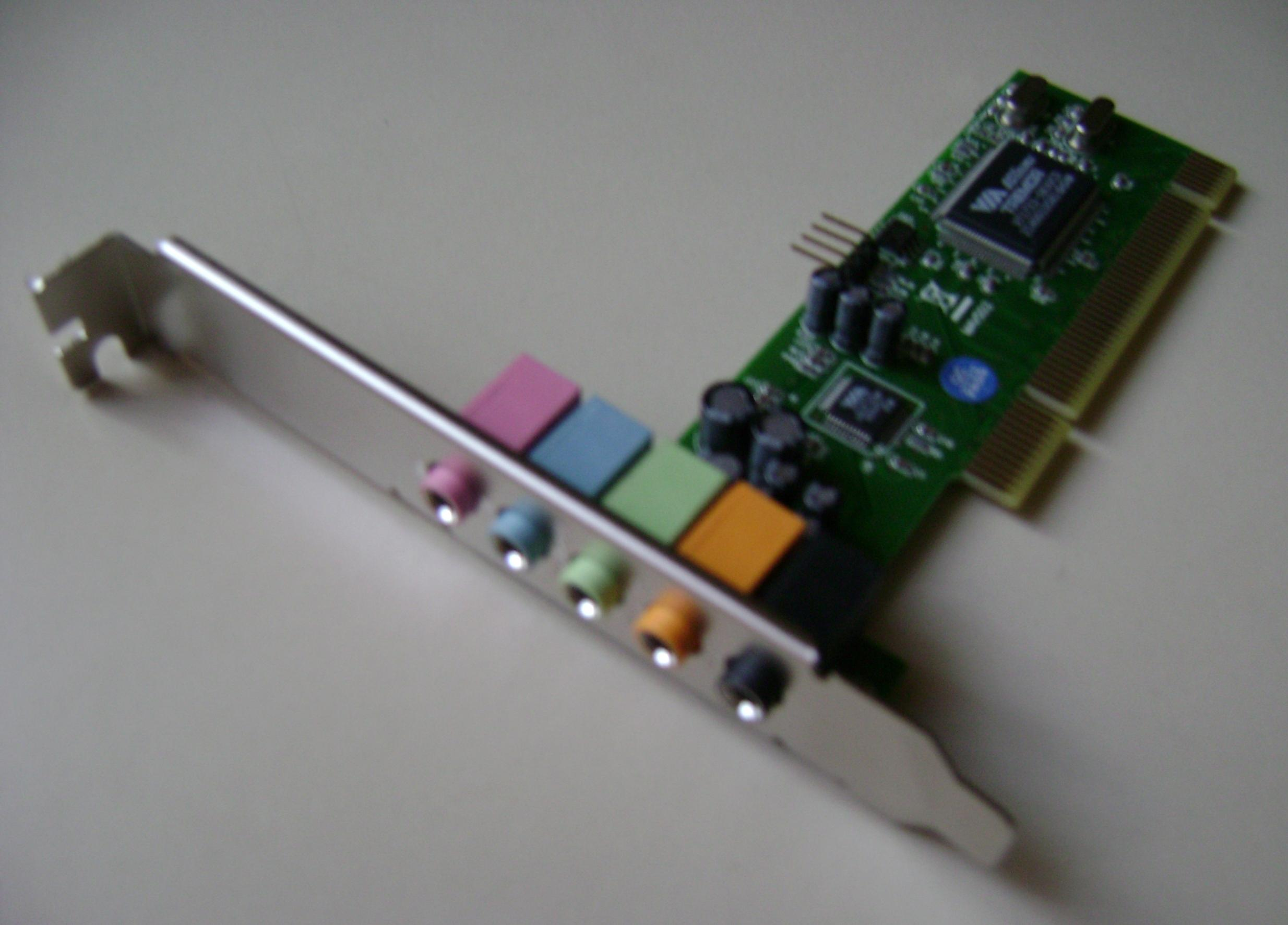
Uma placa de som convencional.

Placa de som é um dispositivo de hardware que envia e recebe sinais sonoros entre equipamentos de som e um computador executando um processo de conversão entre a forma digital e analógica para outros periféricos como fones de ouvido ou provendo interfaces para outros equipamentos digitais.
Podem ser internas acopladas ao barramento PCI, PCI Express ou externas ligadas ao computador por USB ou Firewire. Também há placas de som para gravação e edição profissionais.

## Histórico
Antes que se pensasse em utilizar placas, com processadores dedicados, os primeiros IBM PC/AT já vinham equipados com um dispositivo para gerar som, que se mantém até hoje nos seus sucessores, os speakers, pequenos alto-falantes, apesar dos PCs atuais contarem com complexos sistemas de som tridimensional de altíssima resolução.

## Fabricantes
Estão entre os principais fabricantes de placas e chipsets de som:
- Creative Labs
- Asus
- VIA Technologies
- Analog Devices
- AdLib Inc
- C-Media
- Realtek

## Padrões de placas de som
- AC'97
- HD Audio
- MIDI

## APIs
- ALSA
- DirectX
  - DirectMusic
  - DirectSound
    - DirectSound3D
- LADSPA
- OpenAL
- OSS
- SDL
- XAudio2

## Servidores de som
- aRts
- ESD
- JACK
- PulseAudio

## Padrões de conectores e cabos
- DIN
  - Mini-DIN
- DisplayPort
- HDMI
- Lightning
- RCA
- SCART
- S/PDIF
- TRS
- USB
  - USB-C
- XLR